# Бранкур-ле-Гран
Бранкур-ле-Гра́н (фр. Brancourt-le-Grand) — коммуна во Франции, находится в регионе Пикардия. Департамент коммуны — Эна. Входит в состав кантона Боэн-ан-Вермандуа. Округ коммуны — Сен-Кантен.
Код INSEE коммуны — 02112.

## Население
Население коммуны на 2010 год составляло 619 человек.
| 1962 | 1968 | 1975 | 1982 | 1990 | 1999 | 2010 |
| ---- | ---- | ---- | ---- | ---- | ---- | ---- |
| 739  | 706  | 618  | 577  | 569  | 636  | 619  |

## Экономика
В 2010 году среди 391 человека трудоспособного возраста (15—64 лет) 271 были экономически активными, 120 — неактивными (показатель активности — 69,3 %, в 1999 году было 62,3 %). Из 271 активных жителей работали 243 человека (136 мужчин и 107 женщин), безработных было 28 (11 мужчин и 17 женщин). Среди 120 неактивных 39 человек были учениками или студентами, 42 — пенсионерами, 39 были неактивными по другим причинам.